# Chalinolobus tuberculatus
Chalinolobus tuberculatus (Forster, 1844) è un pipistrello della famiglia dei Vespertilionidi endemico della Nuova Zelanda.

## Descrizione

### Dimensioni
Pipistrello di piccole dimensioni, con la lunghezza della testa e del corpo tra 45 e 50 mm, la lunghezza dell'avambraccio tra 37,4 e 44,4 mm, la lunghezza della coda tra 40 e 43 mm, la lunghezza delle orecchie tra 8 e 14 mm e un peso fino a 10 g.

### Aspetto
La pelliccia è lunga e densa. Le parti dorsali sono bruno-castane scure con la testa e le spalle quasi nerastre, mentre le parti ventrali sono leggermente più chiare. Il muso è corto e largo, dovuto alla presenza di una massa ghiandolare presente su ogni lato e separata da un profondo solco dalle narici che si aprono lateralmente. Le orecchie sono corte, triangolari, con l'estremità arrotondata e con l'antitrago che si estende attraverso un lobo carnoso rotondo sul labbro inferiore all'angolo posteriore del muso e un lobo allungato più piccolo lungo il labbro inferiore. Il trago è corto, allargato verso l'estremità arrotondata ed inclinato in avanti. Le ali sono attaccate posteriormente alla base delle dita dei piedi, i quali sono piccoli. La coda è lunga ed inclusa completamente nell'ampio uropatagio. Il calcar è provvisto di una carenatura rotonda ben sviluppata

## Biologia

### Comportamento
Si rifugia solitariamente o in gruppi di diverse decine di individui nelle cavità degli alberi e nelle grotte. Forma vivai. L'attività predatoria inizia ancora con la luce del sole e vola in maniera intermittente fino all'alba. Entra in uno stato di ibernazione per 4-5 mesi durante i periodi più freddi.

### Alimentazione
Si nutre di insetti catturati sopra la volta forestale, ma anche vicino al suolo o sopra specchi d'acqua.

### Riproduzione
Danno alla luce un piccolo alla volta da dicembre a febbraio. Diventano adulti dopo 6-8 settimane di vita.

## Distribuzione e habitat
Questa specie è diffusa nelle isole di North Island, South Island e Stewart, in Nuova Zelanda. È scomparsa recentemente dalla penisola di Banks, nella South Island.
Vive nelle foreste temperate native.

## Conservazione
La IUCN Red List, considerato che questa specie è stata soggetta ad un declino della popolazione di oltre il 30% negli ultimi 10 anni a causa della competizione e della predazione da parte di altri animali introdotti, classifica C.tuberculatus come specie vulnerabile (VU).